# Abgrallaspis narainus
Abgrallaspis narainus är en insektsart som beskrevs av Sushill K. Dutta och Singh 1990. Abgrallaspis narainus ingår i släktet Abgrallaspis och familjen pansarsköldlöss. Inga underarter finns listade i Catalogue of Life.